# Léo Marjane

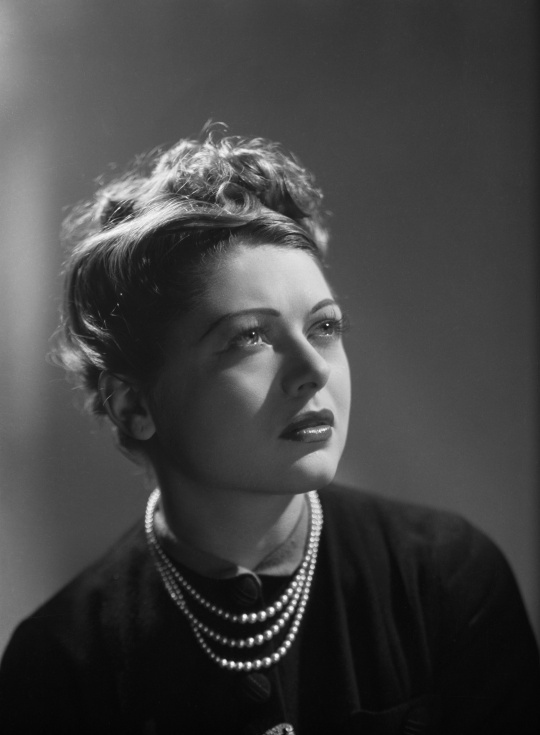
Léo Marjane (1940)

Léo Marjane (* 27. August 1912 in Boulogne-sur-Mer; † 18. Dezember 2016 in Barbizon; gebürtig Thérèse Maria Léonie Gendebien) war eine französische Sängerin und Schauspielerin. Den Höhepunkt ihrer Karriere feierte Marjane in den späten 1930er und frühen 1940er Jahren.

## Leben

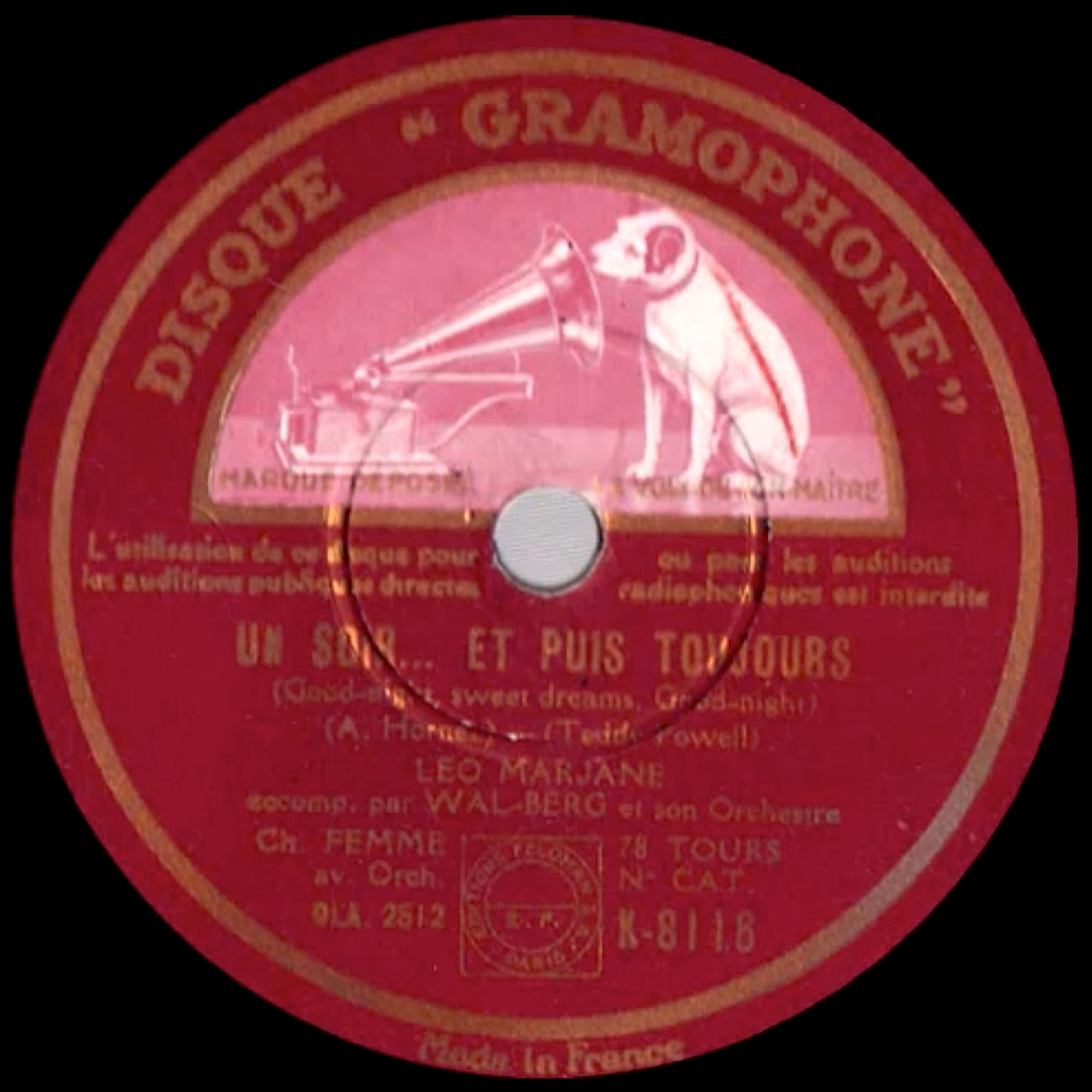
Léo Marjane: Un soir... et puis toujours (1938)

Léo Marjane wurde am 27. August 1912 als Thérèse Gendebien in Boulogne-sur-Mer geboren. Seit Beginn der 1930er-Jahre trat sie in Cabarets in Paris auf und wurde dort schnell wegen ihrer Kontra-Alt Stimme und ihrer klaren Aussprache bekannt. 1936 bekam sie ihren ersten Plattenvertrag bei Pathé Records. Zu ihren bekanntesten Liedern zählten französischsprachige Versionen von Begin the Beguine oder Night and Day. In den 1930er Jahren verbrachte Marjane einige Zeit in den Vereinigten Staaten und interpretierte dort Lieder bekannter Komponisten wie Cole Porter und Duke Ellington. Sie selbst gab an, den Jazz in den 1930er Jahren nach Frankreich gebracht zu haben. 1941 hatte Marjane mit dem von Charles Trenet geschriebenen Song Seule ce soir den größten Erfolg ihrer Karriere. 
Leo Marjanes Karriere endete abrupt mit der Befreiung von Frankreich durch die Alliierten im August 1944. Marjane wurde in den Jahren danach oft vorgeworfen, dass sie regelmäßig vor ranghohen deutschen Offizieren aufgetreten sei. Marjane entgegnete, dass sie einfach nur naiv gewesen sei. Dennoch sah sie sich durch die ihr entgegengebrachten Anfeindungen gezwungen, einige Jahre in Belgien und England zu verbringen, wo sie zum großen Teil unbekannt war. Nachdem sie nach Frankreich zurückgekehrt war, nahm Marjane erneut Songs auf, die sich jedoch nur schlecht verkauften. Ein Großteil der Bevölkerung verübelte ihr noch immer ihre Vergangenheit. Außerdem war ihr Musikstil im Frankreich der frühen 1950er-Jahre außer Mode gekommen. Neben einigen großen Tourneen durch die USA und Kanada spielte Marjane in dieser Zeit auch in Nebenrollen in insgesamt vier Spielfilmen mit, darunter im Filmdrama Weiße Margeriten von 1956.
1957 heiratete Marjane in zweiter Ehe den französischen Baron Charles de la Doucette (1912–2007). Im selben Jahr beschloss sie, sich komplett aus dem Showbusiness zurückzuziehen. Das Paar zog nach Barbizon und widmete sich der Pferdezucht. Ihr letztes Interview gab die Sängerin, die sich mittlerweile komplett in ihr Privatleben zurückgezogen hatte, 2004. Im August 2012 konnte sie ihren hundertsten Geburtstag feiern.
Léo Marjane starb am 18. Dezember 2016 im Alter von 104 Jahren in ihrem Wohnort Barbizon.

## Filmografie
- 1943: Feu Nicolas
- 1951: Les deux gamines
- 1956: Weiße Margeriten (Elena et les Hommes)
- 1957: Ariane – Liebe am Nachmittag (Love in the Afternoon)